# Маківська сільська рада (Шосткинський район)
Ма́ківська сільська́ ра́да — колишній орган місцевого самоврядування в Шосткинському районі Сумської області. Адміністративний центр — село Макове.

## Загальні відомості
- Населення ради: 463 осіб (станом на 01.01.2019 рік)

## Населені пункти
Сільській раді підпорядковані населені пункти:
- с. Макове

## Склад ради
Рада складалася з 12 депутатів та голови.
- Голова ради: Шляхова Наталія Віталіївна
- Секретар ради: Михайленко Світлана Василівна

### Керівний склад попередніх скликань
| Прізвище, ім'я, по батькові | Основні відомості                                                         | Дата обрання | Дата звільнення |
| --------------------------- | ------------------------------------------------------------------------- | ------------ | --------------- |
| Живодьор Леонід Петрович    | Сільський голова, 1955 року народження, освіта вища, безпартійний         | 26.03.2006   | 31.10.2010      |
| Живодьор Леонід Петрович    | Сільський голова, 1955 року народження, освіта вища, член Партії регіонів | 31.10.2010   | 11.11.2015      |

Примітка: таблиця складена за даними сайту Верховної Ради України

## Населення
Згідно з переписом УРСР 1989 року чисельність наявного населення сільської ради становила 1271 особа, з яких 530 чоловіків та 741 жінка.
За переписом населення України 2001 року в сільській раді мешкало 498 осіб.

### Мова
Розподіл населення за рідною мовою за даними перепису 2001 року:
| Мова       | Відсоток |
| ---------- | -------- |
| українська | 92,79 %  |
| російська  | 7,21 %   |